# Johann Christoph Scholderer
Johann Christoph Scholderer, auch Johann Christoph Scholder, (* 10. Juni 1801 in Degerloch; † 10. Mai 1855 in Michelstadt) war ein deutscher Lehrer und Politiker der Freien Stadt Frankfurt.
Johann Christoph Scholderer war Lehrer und Rektor an der Musterschule in Frankfurt am Main. Am 25. Oktober 1848 wurde er in die Constituierende Versammlung der Freien Stadt Frankfurt gewählt. 1849 erklärte er seinen Mandatsverzicht.
Sein Sohn Otto Scholderer wurde als Maler bekannt.